# ایمان‌گرایی
ایمان‌گرایی نظریه‌ای است در معرفت‌شناسی دال بر اینکه ایمان مستقل از دلیل است. در مقابل سنت الهیات عقلانی که درصدد اثبات وجود خداست، ایمان‌گرایی اظهار می‌کند که استدلال برای دینداری و توجیه باور دینی نالازم و نامناسب است.